# Duguetia confinis
Duguetia confinis là loài thực vật có hoa thuộc họ Na. Loài này được (Engl. & Diels) Chatrou mô tả khoa học đầu tiên năm 1998.